# Kościół Świętej Trójcy w Niegowie
Kościół Świętej Trójcy w Niegowie – zabytkowy kościół w Niegowie wybudowany w latach 1863–1866 przez ks. Floriana Gieczyńskiego. Neoklasycystyczny kościół nie jest duży, ściany na zewnątrz pomalowane są na biało, wokół znajduje się niski płot. Okna są małe w kształcie łuków. Kościół jest zbudowany na planie prostokąta, z niską wieżyczką. Nie ma systemu skarp i przypór. Jej wnętrze dzielą dwie pary kolumn toskańskich, a przekrywa strop. Murowany chór muzyczny wspiera się na dwóch kolumnach toskańskich. Fasadę rozczłonkowują pilastry toskańskie i wieńczy trójkątny fronton, za którym znajduje się belwederek z glorietą. Dwuspadowe dachy kryje blacha. Razem z kościołem zbudowano przykościelną dzwonnicę.

## Wnętrze
W kościele znajduje się kilka zabytkowych elementów wyposażenia: witraże, XVIII—wieczne ornaty i tarcza zegara z tegoż okresu, rzeźba św. Kazimierza z I poł. XVII w.,obraz św. Barbary, portrety ks. Floriana Gieczyńskiego z ok. 1840 r, prymasa Królestwa Polskiego Szczepana Hołłowczyca oraz ówczesnego biskupa płockiego. Przy kościele znajduje się też plebania z II połowy XIX wieku.